# Isaac de Córdoba
San Isaac (m. 3 de junio de 851), fue un monje y mártir español nacido en Córdoba, de padres nobles. Considerado uno de los 48 Mártires de Córdoba. 
La Iglesia católica conmemora su festividad el 7 de junio.

## Biografía
Educado en la religión cristiana, hizo grandes progresos en las ciencias humanas y divinas. Instruido en la lengua árabe en el manejo público, desempeñó el cargo de síndico general. Renunciando luego a todas las grandezas y prosperidades mundanas, se retiró a servir a Dios en el monasterio de Tabana, a dos leguas de Córdoba. A los tres años de estar en el convento, hubo una cruel persecución de cristianos en la que por sostener la fe cristiana fue colgado por los pies y quemado vivo el 3 de junio de 851. Se celebra su fiesta dicho día.